# Thielavia heterothallica
Thielavia heterothallica är en svampart som beskrevs av Klopotek 1976. Thielavia heterothallica ingår i släktet Thielavia och familjen Chaetomiaceae.   Inga underarter finns listade i Catalogue of Life.